# 黄虎林
黄 虎林(ファン・ホリム、황호림)は、ソ連及び北朝鮮の軍人。ロシア名はアレクサンドル・グリゴリエヴィチ・フヴァン(Александр Григорьевич Хван)。高麗人。

## 経歴
1909年、沿海州に生まれる。1933年、赤軍に召集。1937年にレニングラード州工兵学校を卒業。1937年11月、独立工兵大隊技術半中隊長。1938年4月、第132連隊小隊長。1939年10月、第259工兵大隊軍事学校校長。1940年5月、工兵教官。1941年3月、第615連隊工兵部長。同年6月、第47予備連隊工兵部長。1942年4月、第5予備連隊予備員。同年5月、第12予備工兵連隊予備員。同年10月、第12独立予備浮橋大隊副大隊長。1943年4月、サラトフ軍歩兵学校工兵教官。1945年4月、第1ベラルーシ戦線第1親衛戦車軍第8機械化師団第21機械化旅団工兵中隊長としてベルリンの戦いに参加。
1946年11月、プリモルスキー軍管区第25軍に配属。平壌でソ連軍事顧問団長スミルノフ少将の通訳として勤務。
1946年、保安幹部訓練大隊工兵部長。司令部では、スターリングラード攻防戦に参加したただ1人の朝鮮人として知られていたが、実際には16人がスターリングラード戦闘に参加しており、黄は参加していなかった。
のちに初代作戦局長、副総参謀長を歴任。
自分より低い位置にいた姜健が総参謀長であったのに不満を持ち、姜健と争って追放されることになった。1948年、ソ連へ帰国し、ウズベク・ソビエト社会主義共和国のコルホーズにある学校の軍事指導員。のちにウクライナへ転任。

## 人物
- 朱栄福によれば、非常に怒りっぽく、かつ神経質で、ひどく威張り散らしていたという[1]。また副総参謀長在任時には司令部の何処にでも現れ、誰かを捕まえては「ボタンが外れている」「長靴が汚れている」など細かいことばかり言って皆から嫌われていたという[7]。
- アメリカ情報部の情報資料ファイルによれば、字の読み書きができなかったが、彼の優れた指導力、力強い性格、ソ連の支援によって北朝鮮での地位を得た[8]。ロシア語は流暢に話せたが、朝鮮語は非常に苦手だった[8]。

## 勲章
- 赤星勲章 - 1945年
- 戦功記章（ロシア語版） - 1946年
- ベルリン攻略記章（ロシア語版）
- 1941年-1945年大祖国戦争における対ドイツ戦勝記章（ロシア語版）